# Gerónimo Barbadillo
Gerónimo Barbadillo González (ur. 29 września 1954 w Limie) – piłkarz peruwiański grający na pozycji pomocnika.

## Kariera klubowa
Barbadillo urodził się w stolicy Peru, Limie. Karierę piłkarską rozpoczął w klubie Sport Boys Callao i w 1972 roku zadebiutował w jego barwach w Primera División od razu stając się podstawowym zawodnikiem drużyny. W Sport Boys grał do 1973 roku, a w 1974 odszedł do Defensoru Lima. W tym samym sezonie zajął z Defensorem 3. miejsce w lidze, co było największym sukcesem Gerónimo za czasów gry w Peru. W 1977 roku odszedł z klubu.
Kolejnym zespołem Barbadilla był meksykański Tigres UANL z miasta Monterrey. Tam Peruwiańczyk stał się gwiazdą i jednym z najlepszych strzelców drużyny, gdy w każdym z pięciu rozegranych sezonów regularnie zdobywał ponad 10 goli w meksykańskiej Primera División, a łącznie strzelił ich 61. W 1978 roku został z Tigres mistrzem Meksyku, a w 1982 roku powtórzył to osiągnięcie. Z kolei w sezonie 1979/1980 UANL wywalczył wicemistrzostwo Meksyku. Jego numer, 7, został w drużynie Tygrysów zastrzeżony.
Latem 1982 roku Barbadillo wyjechał do Europy i został zawodnikiem klubu US Avellino. Już w drugiej kolejce ligowej zdobył gola w Serie A, a Avellino wygrało 2:1 u siebie z Ascoli Calcio. W całym sezonie strzelił 6 bramek, a w kolejnych dwóch - 4. W sezonie 1985/1986 Gerónimo zmienił barwy klubowe i odszedł do innego włoskiego klubu, Udinese Calcio. Tam spędził rok i zakończył karierę piłkarską w wieku 32 lat.
| Sezon   | Klub              | Kraj   | Rozgrywki        | Mecze | Bramki |
| ------- | ----------------- | ------ | ---------------- | ----- | ------ |
| 1972    | Sport Boys Callao | Peru   | Primera División | ?     | ?      |
| 1973    | Sport Boys Callao | Peru   | Primera División | ?     | ?      |
| 1974    | Defensor Lima     | Peru   | Primera División | ?     | ?      |
| 1975    | Defensor Lima     | Peru   | Primera División | ?     | ?      |
| 1976    | Defensor Lima     | Peru   | Primera División | ?     | ?      |
| 1977    | Defensor Lima     | Peru   | Primera División | ?     | ?      |
| 1977/78 | Tigres UANL       | Meksyk | Primera División | 38    | 12     |
| 1978/79 | Tigres UANL       | Meksyk | Primera División | 38    | 12     |
| 1979/80 | Tigres UANL       | Meksyk | Primera División | 38    | 15     |
| 1980/81 | Tigres UANL       | Meksyk | Primera División | 36    | 10     |
| 1981/82 | Tigres UANL       | Meksyk | Primera División | 38    | 12     |
| 1982/83 | US Avellino       | Włochy | Serie A          | 30    | 6      |
| 1983/84 | US Avellino       | Włochy | Serie A          | 27    | 3      |
| 1984/85 | US Avellino       | Włochy | Serie A          | 24    | 1      |
| 1985/86 | Udinese Calcio    | Włochy | Serie A          | 22    | 2      |

## Kariera reprezentacyjna
W reprezentacji Peru Barbadillo zadebiutował 3 maja 1972 w przegranym 0:3 towarzyskim spotkaniu z Holandią. W 1982 roku został powołany przez selekcjonera Tima do kadry na Mistrzostwa Świata w Hiszpanii. Tam wystąpił we wszystkich trzech grupowych meczach swojej drużyny: zremisowanych 0:0 z Kamerunem i 1:1 z Włochami oraz przegranym 1:5 z Polską. W kadrze narodowej grał do 1985 roku, a łącznie rozegrał w niej 20 meczów, w których zdobył 3 gole.